# Saas-Fee
Saas-Fee é uma comuna da Suíça, no Cantão Valais, com cerca de 1.607 habitantes. Estende-se por uma área de 40,57 km², de densidade populacional de 40 hab/km². Confina com as seguintes comunas: Randa, Saas-Almagell, Saas-Balen, Saas-Grund, Sankt Niklaus, Täsch. 
A língua oficial nesta comuna é o Alemão.